# Comuna Nemîrînți, Starokosteantîniv
Nemîrînți (în ucraineană Немиринці) este o comună în raionul Starokosteantîniv, regiunea Hmelnîțkîi, Ucraina, formată din satele Bereheli, Derkaci, Kantivka și Nemîrînți (reședința).

## Demografie
Componența lingvistică a comunei Nemîrînți
     Ucraineană (98,5%)
     Rusă (1,27%)
Conform recensământului din 2001, majoritatea populației comunei Nemîrînți era vorbitoare de ucraineană (98,5%), existând în minoritate și vorbitori de rusă (1,27%).